# Sjöjungfru

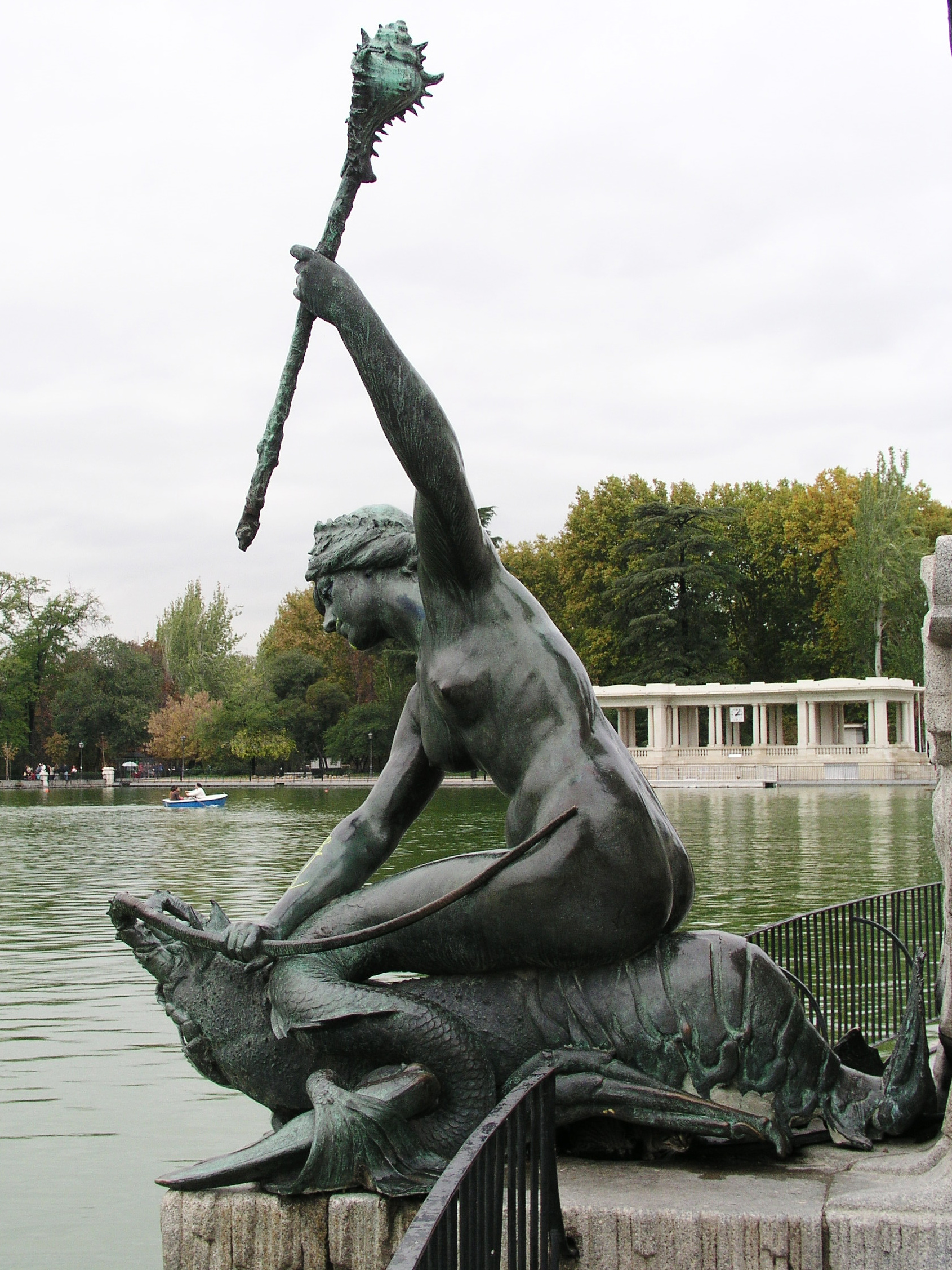
Sjöjungfru, attackerande en kräfta eller liknande havsdjur, Retiroparken, i Madrid

Sjöjungfru eller havsfru är ett kvinnligt vattenlevande övernaturligt väsen som kännetecknas av en mänsklig överkropp och en fiskfena till underkropp. 
Sjöjungfrur återfinns i folklore och mytologi i olika delar av världen. Inte sällan har hon tänkts som en vacker och erotiskt tilltalande kvinna som lockade sjömän i fördärvet med sin vackra sång. Historiskt kan hon följas tillbaka till det antika Sydvästasien. I till exempel mesopotamisk mytologi finns liknande gudomliga eller halvgudomliga varelser såsom den kaldeiska havsguden Ea. En parallell i den grekiska mytologin är sirener som med sin sång lockade sjöfarande till sig och dödade dem sedan. Dessa hade dock vanligen kvinnas huvud och byst och en fågels kropp. I brittisk folklore är sjöjungfrun ett dåligt omen på exempelvis en annalkande storm. I Norden har hon sedan medeltiden framför allt hört hemma i sjömansfolkloren och även benämnts sjörået.   
Sjöjungfrun med fiskstjärt är ett vanligt motiv i konst och litteratur, inte minst i sagan Den lilla sjöjungfrun av H.C. Andersen. Berömda är även Elisabeth Jerichau Baumanns sjöjungfrumålningar och Edvard Eriksens skulptur Den lille havfrue i Köpenhamn.
Den franska popsångerskan Nolwenn Leroy dök upp som sjöjungfru på skivomslaget till sitt album Ô Filles de l'eau från 2012 och i musikvideon till sin singel "Sixième Continent".

## I konsten

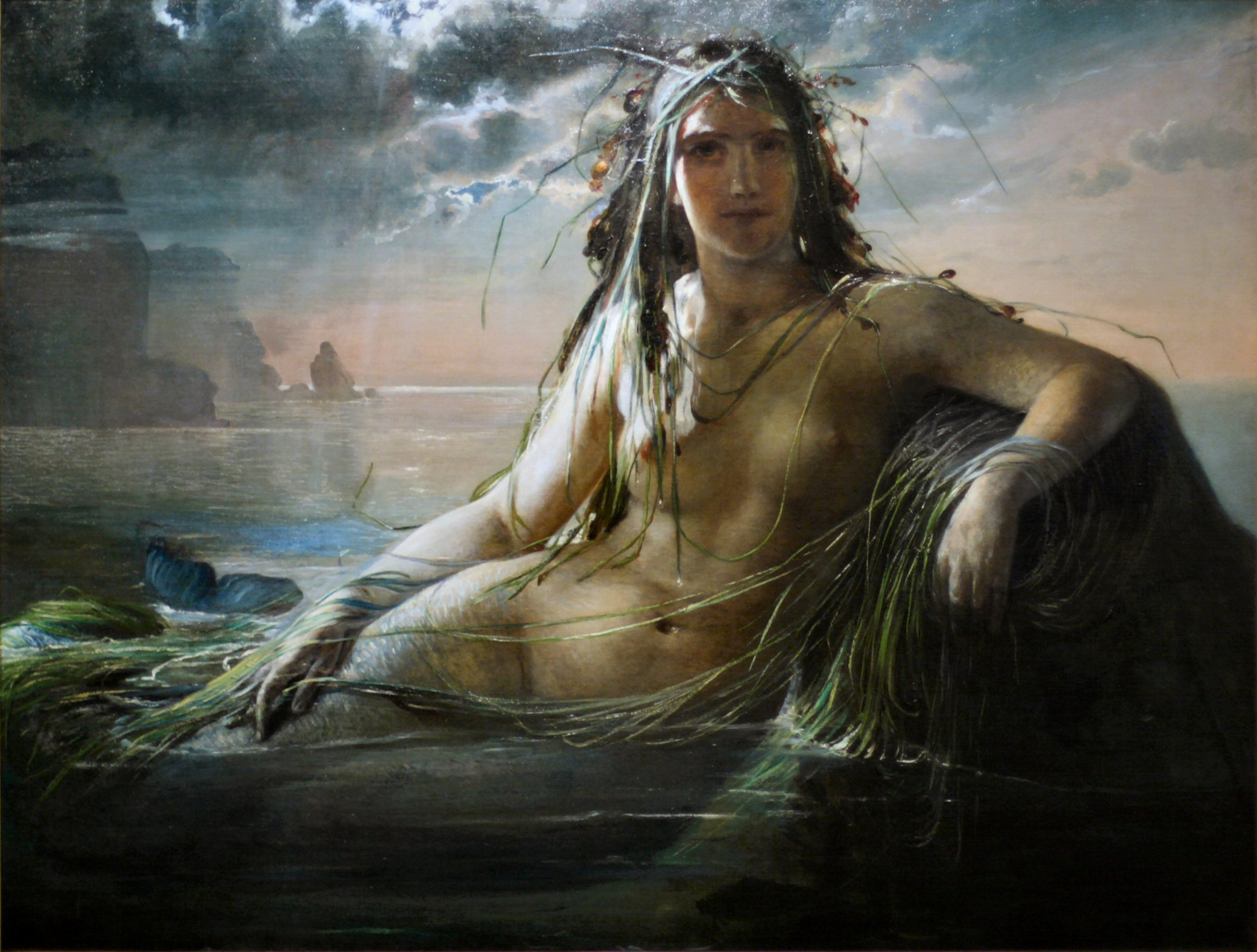
Elisabeth Jerichau Baumann, Sjöjungfru (1873).
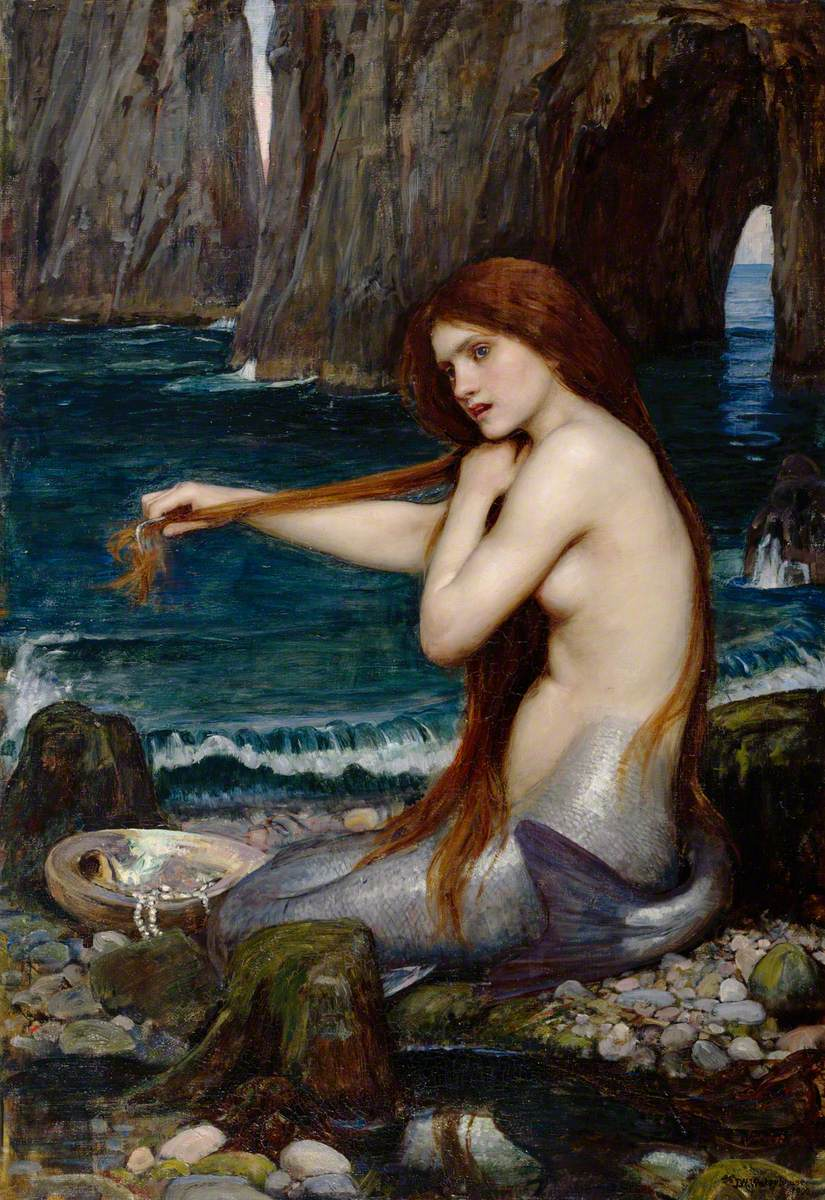
A mermaid av John William Waterhouse 1900.